# Kyutai
Albums de Mucc
Shion
(2008) Coupling Best
Coupling Worst
(2009)
Singles
1. Ageha
Sortie : 27 août 2008
2. Sora to Ito
Sortie : 28 janvier 2009

Kyutai (球体) est le neuvième album du groupe de rock japonais Mucc. Il est sorti le 4 mars 2009 au Japon. Les pistes 3 et 10 sont produites par Ken Kitamura du groupe L'Arc-en-Ciel. 

## Liste des titres
| No  | Titre                              | Paroles        | Musique        | Durée |
| --- | ---------------------------------- | -------------- | -------------- | ----- |
| 1.  | Kyūtai (球体)                      |                | Miya           | 1:49  |
| 2.  | Hōkō (咆哮)                        | Miya           | Miya           | 3:40  |
| 3.  | Ageha (アゲハ)                     | Miya, Tatsurou | Miya, Tatsurou | 3:58  |
| 4.  | Hide and Seek (ハイドアンドシーク) | Tatsurou       | Miya           | 3:30  |
| 5.  | Kagerō (陽炎)                      | Tatsurou       | Satochi        | 5:00  |
| 6.  | Lemming (レミング)                 | Miya           | Satochi        | 4:39  |
| 7.  | Oz (オズ)                          | Miya           | Miya           | 3:36  |
| 8.  | Fuyū (浮游)                        | Tatsurou       | Yukke          | 4:05  |
| 9.  | Sanbika (讃美歌)                   | Miya           | Miya           | 7:33  |
| 10. | Sora to Ito (空と糸)               | Tatsurou       | Miya           | 4:12  |
| 11. | hanabi                             | Tatsurou       | Miya           | 6:11  |